# درة احمد (همت أباد)
درة احمد (بالفارسية: دره احمد) هي مستوطنة تقع في إيران في قسم همت أباد الريفي.